# Jack MacKenzie (football)
Pour les articles homonymes, voir Mackenzie, Jack McKenzie et McKenzie.
Jack MacKenzie, né le 4 juillet 2000 à Aberdeen en Écosse, est un footballeur écossais. Il joue au poste d'arrière gauche à l'Aberdeen FC.

## Biographie

### Carrière en club
Né à Aberdeen en Écosse, Jack MacKenzie est un pur produit du centre de formation de l'Aberdeen FC, qu'il rejoint en 2009. Il commence toutefois sa carrière au Forfar Athletic, où il est prêté le 4 octobre 2020.
De retour à Aberdeen, il fait sa première apparition avec l'équipe professionnelle le 20 mars 2021, lors d'une rencontre de Scottish Premiership contre le Dundee United. Il est titularisé et son équipe s'incline ce jour-là (1-0 score final). Le 29 mars suivant il signe un nouveau contrat de deux ans avec Aberdeen.
Définitivement intégré à l'équipe première à l'été 2021, MacKenzie commence la saison 2021-2022 en tant que titulaire, étant l'un des jeunes joueurs sur lequel le club compte s'appuyer avec notamment Calvin Ramsay. Il inscrit son premier but en professionnel le 8 août 2021, lors d'une rencontre de championnat face au Livingston FC. Titulaire, son but dans les derniers instants du match permet à son équipe de s'imposer (1-2 score final).
Le 13 décembre 2021, Jack MacKenzie prolonge à nouveau son contrat avec Aberdeen, le liant désormais au club jusqu'en mai 2025.

## Palmarès
Aberdeen FC
- Coupe d'Écosse (1) :
  - Vainqueur en 2025